# ای-فورتی
ارل استیونز یا مشهور به ای-فورتی (E-40) (متولد: ۱۵ نوامبر ۱۹۶۷) خواننده آمریکایی است. وی تاکنون بیش از ۱۰ آلبوم موسیقی منتشر کرده و به عنوان خواننده میهمان در آلبوم چندین خواننده دیگر نیز ظاهر شده. از دیگر فعالیت‌های وی می‌توان به آهنگسازی برای چند فیلم اشاره نمود.

## پیوند
- ای-فورتی در بانک اطلاعات اینترنتی فیلم‌ها
- ای فورتی در مای‌اسپیس